# Ratazana-do-capim
A ratazana-do-capim (Thryonomys swinderianus), também conhecido como farfana ou cambuíge é uma espécie de roedor da família Bathyergidae.
Pode ser encontrado por diversas zonas da África subsariana.
Habita, geralmente, áreas pantanosas, e é responsável por grandes prejuízos à cultura de cana-de-açúcar.